# Elizabeth Christ Trump
Elizabeth Christ Trump (10. oktober 1880 – 6. juni 1966) var en tysk-amerikansk forretningskvinde. Hun giftede sig med Frederick Trump i 1902. Efter Fredericks død i 1918 stiftede Elizabeth ejendomsudviklingsselskabet E. Trump & Son sammen med deres søn, Fred, for at administrere og udvide deres ejendomsportefølje. Gennem Fred var hun farmor til Donald Trump, der var USA's 45. præsident fra 2017 til 2021 og i 2024 blev den president-elect.

## Tidlige liv
Elisabeth Christ blev født i Kallstadt, Kongeriget Bayern, i det Tyske Kejserrige. Hun var datter af Philipp Christ og Anna Maria (født Anthon). Hendes far var en efterkommer af Johannes Christ (1626–1688/9) af Flörsheim, Hessen på sin fars side, mens hun var en efterkommer af orgelbygger Johann Michael Hartung (1708–1763) gennem sin mor.
Familien ejede en lille vingård. Indtægterne derved var dog ikke tilstrækkelige til at dække deres behov, og Philipp Christ arbejdede som kedelflikker, hvor han reparerede og polere gamle redskaber samt solgte gryder og pander. Han drev sit erhverv fra sit hus på Freinsheimer Strasse i Kallstadt, som lå lige over for hjemmet til Katharina Trump, en ældre enke, der boede med sine seks børn, inklusive Frederick.

## Ægteskab og familie
Katharina Trumps søn, Frederick Trump, emigrerede til USA i 1885 i en alder af 16 og tjente sin formue med restauranter og bordeller i Guldfeberen i Klondike. Da han vendte tilbage til Tyskland i 1901, friede han til Elisabeth trods sin mors indvendinger. Moderen mente, at hendes velhavende søn kunne og burde finde en brud fra en rigere og mere forfinet familie end Elisabeths.
Ikke desto mindre giftede Frederick og Elizabeth sig den 26. august 1902. Han var 33 år på det tidspunkt, og hun var 21. Friedrich og Elisabeth flyttede til New York og bosatte sig i en lejlighed i det overvejende tyske kvarter Morrisania i Bronx. Elizabeth (som hendes navn blev stavet i USA) passede hjemmet, mens Frederick arbejdede som restaurant- og hotelmanager. Deres første barn, Elizabeth, blev født den 30. april 1904.
På trods af at de boede i et tysk kvarter, havde Elizabeth hjemve. Familien vendte tilbage til Kallstadt i 1904 og solgte deres aktiver i Amerika. Da de bayerske myndigheder havde mistanke om, at Frederick havde forladt Tyskland for at undgå værnepligt i den kejserlige hær, kunne Frederick ikke blive i Tyskland, så familien vendte tilbage til USA i 1905.
Deres andet barn, Fred, blev født, og de slog sig ned på 177th Street i Bronx. Efter at Elizabeth havde født sit tredje barn, John, flyttede familien til Queens, hvor Frederick begyndte at udvikle ejendomme. I 1918 døde Frederick af influenza under influenza-pandemien i 1918 og efterlod sig en formue på $31.359 (eller ca. svarende til $421.811 i 2023).
Elisabeth blev betragtet som matriark i Trump-familien. Hun forblev tæt knyttet til sin søn Fred gennem hele sit liv.

## E. Trump & Søn
Efter sin mands død fortsatte Elizabeth Trump den ejendomsforretning, han havde startet. Hun fik entreprenører til at bygge huse på de tomme grunde, som Frederick havde ejet, solgte husene og tjente indtægter fra de realkreditlån, hun gav til køberne. Hendes vision var at få sine tre børn til at fortsætte familievirksomheden. Indledningsvis opererede hun under det ukønnede navn "E. Trump." I 1924 skiftede hun til "E. Trump & Son" i reklameøjemed, derefter "Sons" og afslutningsvis tilbage til ental, da det stod klart, at kun hendes første søn, Fred, ville være med. I senere interviews havde Fred ofte sig selv som den centrale figur og fortalte, at han altid havde drømt om at blive bygherre; at han færdiggjorde sit første hus i 1924, blot et år efter gymnasiet; og at hans mor kun blev involveret, fordi hun var gammel nok til at "underskrive checks". Men der er tegn på, at Fred faktisk startede langsommere og Elizabeth bidrog mere, herunder i forhold til kapital. Da virksomheden formelt blev stiftet, i 1927, var Fred gammel nok til at underskrive checks, men "E. Trump & Son" forblev navnet. "Det var ikke forkert," skrev forfatteren Wayne Barrett, "hun var tæt involveret i forretningen."
Elizabeth Trump forblev involveret i familievirksomheden gennnem hele sit liv. I 70'erne samlede hun angiveligt mønter fra møntvaskerierne i Trump-ejede bygninger (Trump familiebiograf Gwenda Blair hørte dette fra Elizabeths børnebørn). Historien om møntindsamlingen fra vaskerierne er også blevet forbundet med andre familiemedlemmer. Harry Hurt fortæller historien om, at Mary Trump – hustruen til Elizabeths søn Fred – "kørte frem og tilbage mellem sin mands lejlighedsprojekter i en Rolls-Royce og samlede mønter fra vaskemaskinerne i vaskerummene." Under sin præsidentkampagne i 2016 fortalte Elizabeths barnebarn, Donald Trump, et publikum på Staten Island, at han sandsynligvis havde brugt "omkring fem" barndomssomre på at samle mønter fra sin fars vaskemaskiner.

## Eksterne links
- Elizabeth Christ Trump på Find a Grave (engelsk)